# 南陽慧忠
南陽慧忠（675年—775年），俗家名冉虎茵，法名释慧忠，世称南阳慧忠国师，谥号大证禅师，越州诸暨（治在今浙江诸暨）人，唐代僧人。
博通经律，法受双峰，是禅宗六祖惠能门下的五大宗匠之一，与菏泽神会共同在北方弘扬六祖禅风。他备受唐朝三代皇帝唐玄宗、唐肃宗和唐代宗的礼遇，受封国师，常被尊称为慧忠国师。
大历十年十二月十九日，国师圆寂，塔葬于党子谷（今河南省淅川县仓房镇香严寺）。

## 生平

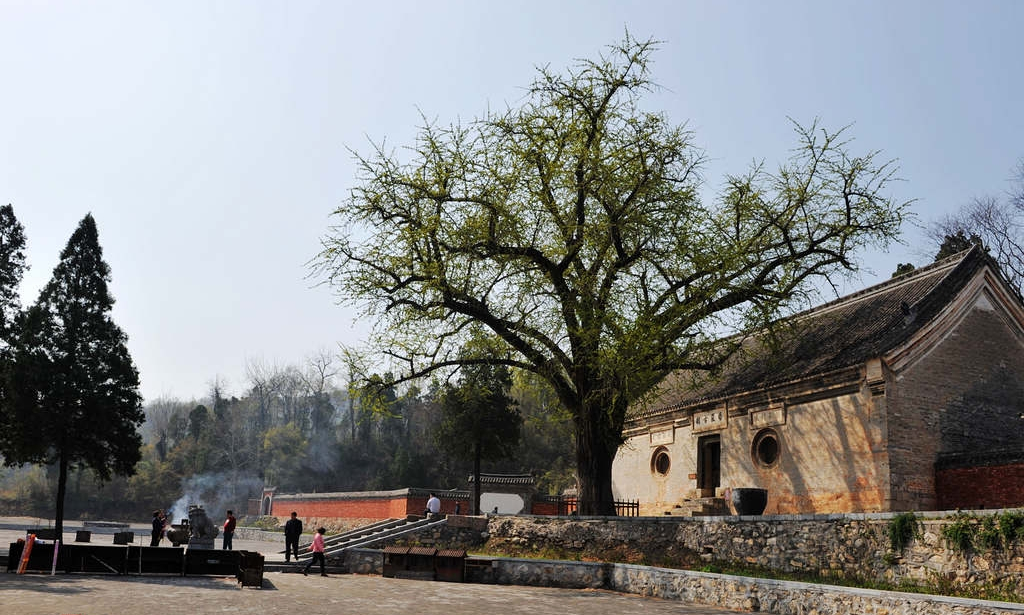
慧忠的道场淅川香严寺

慧忠自幼学习佛法，通达经律，十六岁时因仰慕六祖之名前往曹溪拜见，并获得心印，为惠能门下高足之一。在受法曹溪之后，在吴楚的四明山、天目山、武当山和罗浮山等山参学，中宗嗣圣七年（690年）时在淅川白崖山的党子谷，修炼四十余年，道誉甚高。曾經有盜賊進入山中，以刀脅持，慧忠禪師禪坐不動，盜賊欽服而退。
唐玄宗在位时，非常钦佩慧忠的道誉，开元八年（720年）时，将其迎往京城长安，后担任南阳龙兴寺的住持。安史之乱期间，慧忠离开长安，隐遁山林。
上元二年（761年），唐肃宗派使者又将他迎回长安，敕住千福寺，后又移居光宅寺。他向皇帝阐述“理人治国之要，畅唐尧虞舜之风”，受到肃宗的肯定，待以国师之礼。他詔請朝廷於武當山立太一延昌寺，又於白崖山黨子谷置長壽寺，各置大藏經一部。
大历三年（768年），唐代宗召请慧忠入宫传法，后赐居宝光寺。大师随宜说法，极受尊崇，僧俗弟子逾万人。
大历十年十二月（775年），慧忠圆寂，谥号“大证禅师”。

## 法嗣

### 师承
- 惠能

### 弟子
- 耽源

## 禅法思想
慧忠悟道行化，得法于曹溪六祖，传承禅宗一系法脉心印，有鲜明的南宗禅直指人心、直截心印的特点；他隐居时间长达四十余年，其工夫纯熟，堪为宗门巨匠；博通经律，是宗通说通皆具的大德，这一点是慧忠国师与六祖门下其他弟子的重要不同之处 。

## 禅门公案

### 非公境界
《景德傳燈錄》卷5：
師與紫璘供奉論義。既陞坐，供奉曰：請師立義某甲破。師曰：立義竟。供奉曰：是什麼義。師曰：果然不見，非公境界。便下坐。
供奉紫璘與慧忠論經。慧忠上座后，紫璘说：“请师父立个宗義，让我来反駁。”慧忠道：“议题已立好了。”， 紫璘道：“是什么？”。慧忠道：“果然未见義，你尚未到此境界。”说完，慧忠起身下座。

### 紫璘供奉註經
南陽慧忠國師因紫璘供奉註《思益經》，師曰：「凡註經，須會佛意始得。」曰：「若不會佛意，爭解註經？」師令侍者盛一碗水，中著七粒米，碗面安一隻箸，問供奉：「是甚麼義？」供奉無語。師曰 ：「老僧意尚不會，何況佛意？」
一日，南阳国师问紫璘供奉：“听说大德在注解《思益经》，批注经典者，必须要能契会佛心，所谓上契诸佛之理，下契众生之机，才能胜任。”紫璘说：“若不解佛意，我怎么会下笔呢？”慧忠禅师听后，就要侍者盛一碗水，里面放七粒米，上面放一支筷子，送给紫璘，问：“这是什么义？”紫璘茫然不知，无语可对。慧忠曰：“你连我的意思都不懂，怎说已烃契会佛心呢？”慧忠禅师的水米碗筷，已经说明，佛法者不离生活也，紫璘供奉远离生活批注佛经，则离佛心远矣。

### 国师三唤
国师唤侍者，者应诺。如是三召三应诺。师曰：“将谓吾孤负汝，谁知汝孤负吾。”
国师唤侍者这则禅宗公案。文字虽短，意境悠长，历代以来常被提撕唱和。般若无相，禅门无门，如何得见得入？慧忠国师一日三唤自己的侍者，可侍者听过召唤后只是应，不问干什么。问答之间如对山呼喊的回应。明者自明，盲者自盲。所以，国师又说：“我以为是我辜负你，谁知却是你辜负了我。”后来的趙州禪師评论说：“如人暗中书字，字虽不成，文彩已彰。” 此公案的妙处在如羚羊挂角，无迹可寻。有人对着暗空写字，字体怎会彰显出来？但字体却焕然于写字人的心中。禅师与侍者之间有三唤，唤者何唤？答者何答？这一切都不显痕迹，但就在唤者与应者的应答之间妙义彰然。

### 破斥野狐精
大曆五年，西域大耳三藏至京師，自云得他心慧眼。
帝令入光宅寺，請慧忠國師試驗。
師問：汝得他心通耶？
對曰：不敢。
師曰：汝道老僧即今在什麼處？
三藏云：和尚是一國之師，何得往天津橋看弄猢猻。
師又問：老僧即今在什麼處？
三藏曰：和尚是一國之師，何得去西川看競渡。
師第三問語亦如前。
三藏良久罔知去處。
師叱曰：這野狐精，他心通在什麼處？
三藏無對。
後世僧人討論
1. 僧問仰山曰：「大耳三藏第三度為甚麼不見國師？」
山曰：「前兩度是涉境心，後入自受用三昧，所以不見。」
2. 又有僧問玄沙。沙曰：「汝道前兩度還見麼？」
3. 僧問趙州：「大耳三藏第三度不見國師，未審國師在甚麼處？」
州云：「在三藏鼻孔上。」
4. 僧後問玄沙：「既在鼻孔上，為甚麼不見？」
沙云：「只為太近。」